# Diopsiulus aoutii
Diopsiulus aoutii är en mångfotingart som beskrevs av Demange och Jean-Paul Mauriès 1975. Diopsiulus aoutii ingår i släktet Diopsiulus och familjen Stemmiulidae. Inga underarter finns listade i Catalogue of Life.